# Teloganopsis albai
Teloganopsis albai is een haft uit de familie Ephemerellidae. De wetenschappelijke naam van de soort is voor het eerst geldig gepubliceerd in 1983 door Gonzales del Tanago & Garcia de Jalon.
De soort komt voor in het Palearctisch gebied.